# Forggus mac Cellaig
Forggus mac Cellaig (ou Fergus mac Cellaig) (mort en 756) est un roi de Connacht issu des Uí Briúin Aí une branche des Connachta. Il est le fils de Cellach mac Rogallaig (mort en 705), un précédent roi et le frère de Domnall mac Cellaig (mort en 728), Il appartient au sept Síl Cellaig de Loch Cime (Lough Hackett, près de Headford dans l'actuel comté de Galway), issu des Uí Briúin, dont son père est l'ancêtre éponyme et il règne de 742 à 756.

## Règne
Pendant son règne une succession d'événements contribuent à affaiblir les autres branches du Connachta:. En 743 une bataille s’engage entre les Uí Fiachrach Aidhne et leur ex-alliés les Uí Maine. Également en 743 les Uí Ailello combattent en Mag Luirg (Moylurg, dans la plaine de Boyle) contre les Gailenga.
Fergus, lui-même tente d'imposer son autorité, et en 746 allié avec les Conmaicne il est défait par des opposants des Uí Briúin. la même année il massacre le sept des Uí Briúin Seóla une lignée du Connacht. En 752 les Ui Briun détruisent les Calraige Luirg, qui étaient sans doute des vassaux des Ui Aillelo. En 753 les Ui Aillelo sont a leur tour massacrés par les Grecraige.
L'expansion des Ui Briun vers le nord rencontre l'hostilité du Cenél Coirpri une lignée des Uí Néill. En 754 intervient la bataille d'Ard Noíscan (Ardneeskin) dans le territoire des Ui Aillelo entre les Ui Briun et le Cenel Coipri. En 756 il leur inflige une lourde défaite lors de la bataille de Móin Mór dans l'actuel comté de Longford.
Forggus s'assure le soutien du monastère de Clonmacnoise en promulguant la Loi de Kieran de Clonmacnoise et la Loi de Brendan de Clonfert en 744.

## Postérité
Son fils Colla mac Fergusso (mort en 796) sera également roi de Connacht. Trois de ses fils: Catharnach, Cathmug, et Artbran sont tués en 758 lors de la bataille de Druim Robaig (Dromrovay, dans le sud de l'actuel comté de Mayo) par les Uí Fiachrach en 758,

## Sources
- (en) Francis John Byrne, Irish Kings and High-Kings, Londres, Batsford, 1973 (ISBN 0-7134-5882-8)
- (en) T.W Moody, F.X. Martin, F.J. Byrne A New History of Ireland IX Maps, Genealogies, Lists. A companion to Irish History part II . Oxford University Press réédition 2011  (ISBN 9780199593064) Kings of Connacht to 1224 p. 138.
- (en) Gearoid Mac Niocaill , Ireland before the Vikings, Dublin (1972): Gill and Macmillan
- (en) Dáibhí Ó Cróinín, A New History of Ireland, Volume One, Oxford (2005),: Oxford University Press
- (en) Bart Jaski, Genealogical tables of medieval Irish royal dynasties, Dublin, Four Courts Press, 2013 (ISBN 9781846824265), p. 141 Tableau-60 Connacht overview